# Красильников, Михаил Михайлович
Михаил Михайлович Красильников (1933, Орша, СССР — 1996, Рига, Латвия) — русский поэт, один из первых диссидентов, осуждённых при Хрущёве за политические высказывания, один из зачинателей самиздата.

## Биография
Михаил Красильников родился в белорусском городе Орше, где проходил военную службу его отец. В Ригу семья переехала в 1948 году, в военные годы пожив в Хабаровске и Сибири, а сразу после войны — в Калининграде.
В Риге Красильников окончил 22-ю школу, поступив в 1951 году на отделение журналистики филологического факультета Ленинградского государственного университета.
В университете юноша проявил себя талантливым неординарным поэтом, чье имя стало обозначением целого «круга Красильникова», в который входили Владимир Уфлянд, Юрий Виноградов, Сергей Кулле, Михаил Ерёмин. Владимир Уфлянд называл эту компанию «филологической школой».
«1 декабря 1952 года студенты второго курса филфака Михайлов, Кондратов и Красильников разыграли в перерыве между лекциями футуристический спектакль или славянофильскую демонстрацию (по-современному, хэппенинг). На всех были расписные рубахи, посконные брюки, в руках лукошки. Они усаживаются на пол, разливают в общую миску бутылку кваса и, хлебая квасную тюрю деревянными ложками, напевают „Лучинушку“ и стихи Хлебникова. И в заключение этого удивительного действа все достают гусиные перья и с серьёзным видом что-то записывают в тетрадях. Конечно, эту неслыханную по тем временам акцию разогнали, участников свели в партком и призывали к раскаянью и выдаче зачинщиков», — описывает рижский друг поэта Георгий-Амадей Коншин акцию с участием Михаила. Акция состоялась в разгар антисемитской кампании и явно носила издевательский характер, что послужило поводом для разгромной статьи в «Комсомольской правде» «Трое с гусиными перьями» (11 декабря 1952 года), после которой троицу отчислили из университета.
После смерти Сталина Красильников восстановился в университете, однако 7 ноября 1956 года он вместе с группой других студентов-рижан во время праздничной демонстрации на Дворцовой площади начал выкрикивать лозунги: «Да здравствует свободная Россия!», «Да здравствует свободная Латвия!», «Свободу Венгрии!». Уже при возвращении университетской колонны к университету по Дворцовому мосту Михаил был арестован и впоследствии осуждён на четыре года лагерей, что стало едва ли не первым случаем политического преследования после доклада Хрущева на XX съезде КПСС. Отец Красильникова был потрясён случившимся, он был вынужден раньше времени оставить военную службу и выйти в отставку.
Красильников отбыл полный срок в Мордовии, в Дубравлаге, ст. Потьма, пос. Явас, п/я 385/14, издав там свои первые рукописные сборники стихов «Пятиречие» и «Троя» в количестве один экземпляр. В лагере Михаил пристрастился к чифири, без которой потом практически не мог обходиться, добавляя в крепкий чай кодеин, который в то время свободно продавался в аптеке.
По окончании срока заключения Михаил снова восстановился в университете и получил диплом о высшем образовании. Темой его дипломной работы была поэзия Леонида Мартынова.
Вернулся в Ригу, однако на журналистскую работу его не брали. Тогда он принял предложение своего товарища, геолога Георгия-Амадея Коншина поработать коллектором в Институте геологии и полезных ископаемых АН Латвийской ССР, изучая морены по всей республике вместе с Георгием и другим молодым учёным Александром Савваитовым.
В Риге поэты и богемная молодежь по вечерам собирались в кафе «Дубль» на улице Ленина (ныне Калькю), получившем свое прозвище за то, что все там заказывали двойной кофе, стоивший всего 16 копеек. Для поэтов «круга Красильникова», помимо написания стихов (близких «словотворчеству» футуристов), характерна «жизнь напоказ» («жизнетворчество»).
Михаил Красильников жил в Риге, работал в бюро путешествий, составил путеводитель по Риге.